# Лия Манолиу (стадион)
Стадион «Лия Манолиу» (рум. Stadionul Lia Manoliu) — мультиспортивный комплекс в Бухаресте, использовался в основном для проведения футбольных матчей. В настоящее время является домашней ареной «Стяуа»
Стадион вмещал 60 120 зрителей. Он был построен в 1953, к 4-му Международному Фестивалю молодёжи и студентов. Сначала был назван как «Стадион 23 августа», позже переименован в Национальный Стадион. Теперь он называется Лия Манолиу, в честь рождённой в Кишинёве румынской метательницы диска Лии Манолиу, которая поставила шесть мировых рекордов Летних Олимпийских Игр, выиграв три медали — одну золотую и две бронзовые.
После Революции 1989 года на стадионе проводились многочисленные концерты. Один из самых больших был концерт Майкла Джексона в мировом турне Dangerous, 1 октября 1992, который посетили приблизительно 90 000 человек. Здесь также выступали Депеш Мод (2006), Роллинг Стоунз и Джордж Майкл (оба в 2007).
В октябре 2005 года было решено перестроить стадион полностью, однако первоначально финансирование не было найдено, и был сделан некоторый ремонт вместо реконструкции. Позже нашлись средства, и реконструкция началась в ноябре 2007 года. По плану это будет новый пятизвёздочный стадион, отвечающий всем требованиям УЕФА, который планируется закончить к апрелю 2010 года, и принять Финал Лиги Европы 2012 года. Последний футбольный матч, состоявшийся на этом стадионе, прошёл 21 ноября 2007. В рамках отборочного этапа к Чемпионату Европы 2008 года встречались сборные Румынии и Албании, встреча завершилась победой румынских футболистов со счетом 6-1.